# Parc national des gorges de la Finke

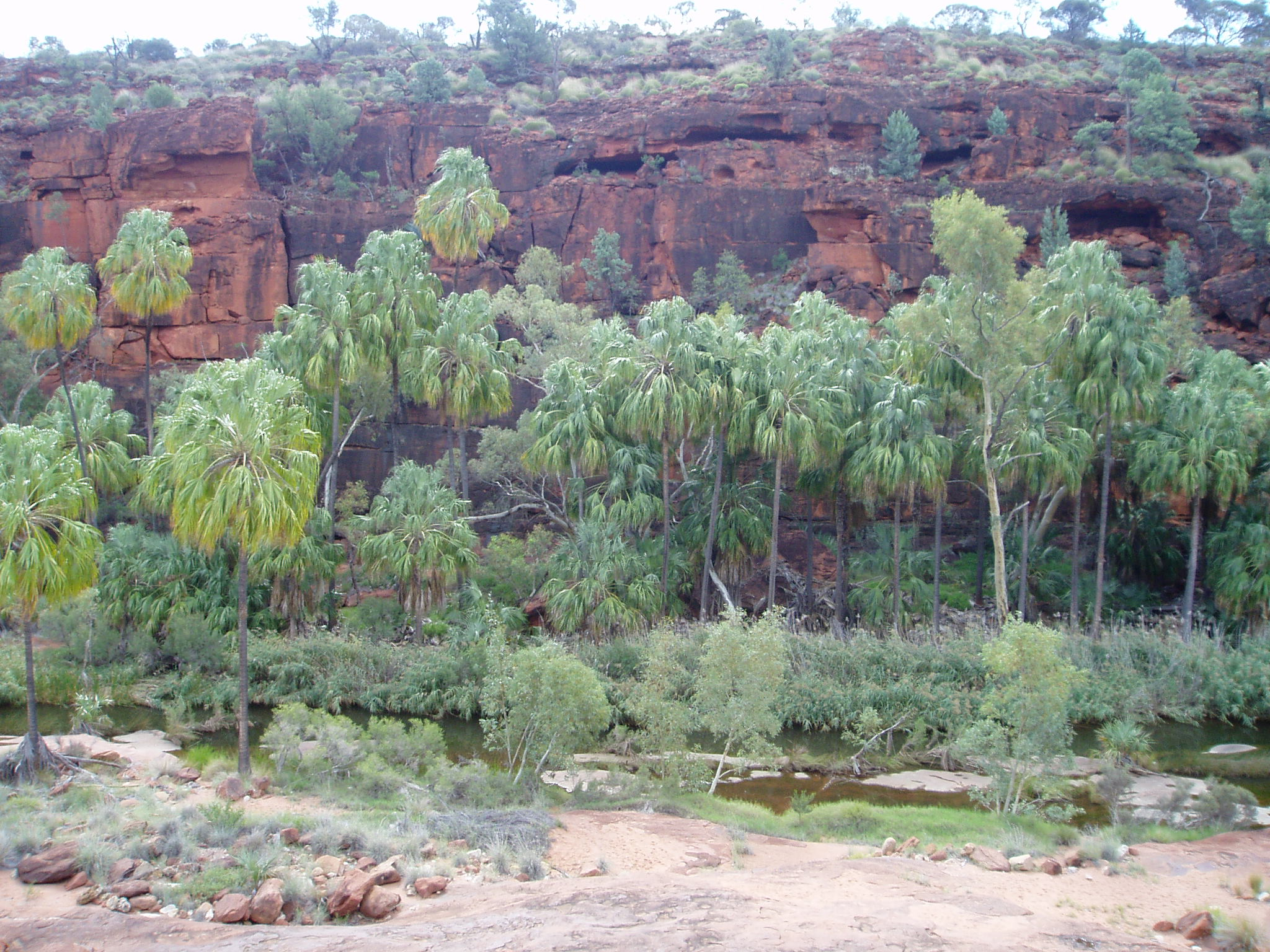
Les palmiers-choux dans la Palm Valley.

Le parc national des gorges de la Finke (Finke Gorge National Park) est un parc national du Territoire du Nord en Australie à 1 318 kilomètres au sud de Darwin.
Le parc a une superficie de 458 km² et abrite l'oasis de la Palm Valley, qui abrite diverses espèces de plantes, dont beaucoup sont rares et spécifiques de la région notamment le palmier chou d'Australie centrale (Livistona mariae) qui ne se trouve que là. La Finke River est considérée comme un des plus vieux cours d'eau au monde avec par endroits des sols remontant à 350 millions d'années. Le parc et la région environnante ont une grande valeur sentimentale pour les aborigènes Arrernte.
Une piste pour 4x4 part du parc pour longer la Finke River jusqu'à "Illamurta Springs" et au parc national Watarrka. Il existe plusieurs circuits pédestres: Le "point de vue de Kalaranga" demande 20 minutes de marche et permet une vue superbe sur un amphithêatre cerné de falaises rouges. La randonnée Mpaara permet une excellente approche de la culture du peuple Arrernte. À Palm Valley, les randonnées Arankaia et Mpulungkinya (plus longue) permettent de promener parmi de luxurieux palmiers élancés.